# Démissine
Ne doit pas être confondu avec Demessine.
La démissine est un composé chimique stéroïdique du type glycoalcaloïde qui est présent chez certaines plantes de la famille des Solanaceae, en particulier chez Solanum demissum, pomme de terre sauvage endémique du Mexique.
C'est une substance toxique naturelle, très proche de la solanine que l'on trouve en particulier chez la pomme de terre cultivée (Solanum tuberosum).
La démissine est le facteur qui explique la résistance de Solanum demissum aux attaques du doryphore, malgré la proximité de sa formule chimique avec celle de la solanine à laquelle le coléoptère est bien adapté. C'est la raison pour laquelle des programmes de croisements Solanum demissum x Solanum tuberosum ont été menés afin de produire des cultivars résistant aux doryphores.